# Пессина, Джорджо
Джорджо Пессина (итал. Giorgio Pessina, 16 июня 1902, Рим — 18 июля 1977, Рим) — итальянский фехтовальщик-рапирист. Олимпийский чемпион 1928 года, серебряный призёр летних Олимпийских игр 1932 года, участник летних Олимпийских игр 1924 года.

## Биография
Джорджо Пессина родился 16 июня 1902 года в Риме.
Заниматься фехтованием стал под руководством своего отца, который был мастером этого вида спорта.
В 1924 году вошёл в состав сборной Италии на летних Олимпийских играх в Париже. Сборная Италии, за которую также выступали Джорджо Кьявацци, Оресте Пулити, Альдо Бони, Луиджи Куомо, Валентино Ардженто, Данте Карниэль и Джулио Гаудини, заняла 4-е место в командном турнире рапиристов. В четвертьфинальной группе итальянцы выиграли у Венгрии — 16:0, Швейцарии — 12:4 и Австрии — 13:3, в полуфинальной группе победили Данию — 12:4. В финальном турнире Италия уступила Франции — 1:4 и прекратила выступление.
В 1927 году участвовал в неофициальном чемпионате мира и занял 5-е место в личном турнире.
В 1928 году вошёл в состав сборной Италии на летних Олимпийских играх в Амстердаме. Сборная Италии, за которую также выступали Уго Пиньотти, Джулио Гаудини, Джоаккино Гваранья, Оресте Пулити и Джорджо Кьявацци, завоевала золотую медаль в командном турнире рапиристов. В группе 1/8 финала итальянцы выиграли у Австрии — 15:1 и Великобритании — 16:0, в четвертьфинальной группе у Венгрии — 16:0 и Дании — 12:4, в полуфинальной у США — 14:2, в финальном турнире у Франции — 10:6, Аргентины — 11:5, Бельгии — 13:3.
В 1932 году вошёл в состав сборной Италии на летних Олимпийских играх в Лос-Анджелесе. Сборная Италии, за которую также выступали Джулио Гаудини, Джоаккино Гваранья, Густаво Марци, Уго Пиньотти и Родольфо Терлицци, завоевала серебряную медаль в командном турнире рапиристов. В полуфинальной группе итальянцы выиграли у Мексики — 16:0, в финальном турнире сыграли вничью с Францией — 8:8 и уступили по количеству уколов — 58:59, победили США — 11:5 и Данию — 12:4.
В 1947 году перешёл в профессионалы и уехал в Уругвай работать с юными фехтовальщиками. После возвращения в Италию был главным тренером Федерации фехтования страны. В 1977 году стал председателем Ассоциации мастеров фехтования.
Вместо с Уго Пиньотти был автором методических работ по разным видам фехтовального оружия.
Был награждён золотой медалью Национального олимпийского комитета Италии.
Умер 18 июля 1977 года в Риме.